# Avellinus
Avellinus, nemški redovnik in pridigar v Ljubljani.
Avellinus je bil nemški kapucin, ki je deloval v Ljubljani (1750~1800).
V ljubljanski stolnici Sv. Nikolaja je pridigal 1782 na tretjo nedeljo po binkoštih bratovščini »Redemptor mundi«, ko se je obenem opravljala štirideseturna pobožnost v spomin 183 letnice kuge. Ker je branil pobožne bratovščine in s prižnice prosil Boga, naj razsvetli ljubljanskega škofa, da bo spoznal »zvite volkove v ovčjih kožuhih« (jožefinske cerkvene reformatorje), mu je škof Karl Herberstein prepovedal pridigati izven samostana.